# Massa (Faicchio)
Massa è una frazione del comune di Faicchio in provincia di Benevento.
La frazione, sita a 172,7 metri sul livello del mare, conta circa 496 abitanti.

## Storia
La frazione Massa ha avuto un'evoluzione storica diversa rispetto al comune di Faicchio.
La prima notizia di Massa risale al 1244 quando un certo Salomone, figlio di Girardo di Massa, donò all'appena nato convento dei francescani di Cerreto Sannita tre "ortali", cioè tre appezzamenti di terreno coltivati ad orto.
Nel medioevo era chiamata "Massa Inferiore" per contraddistinguerla da "Massa Superiore" ossia il borgo nato attorno alla Rocca di San Salvatore Telesino.
Nel 1493 divenne possedimento dei Carafa e fu inglobata nella contea di Cerreto Sannita.
Massa rimase di proprietà della famiglia Carafa sino alla abolizione del feudalesimo avvenuta nel 1806.
Nel 1807 divenne "casale" (frazione) di Cerreto Sannita. Infatti nella delibera del Decurionato del 1º maggio 1808 venne nominata una persona addetta «alla pulizia municipale e rurale di Massa, casale aggregato a questa Università di Cerreto».
Dal 1817 passò al comune di San Lorenzello.
Nel 1834 con regio decreto fu dichiarata la sua annessione a Faicchio come frazione.

## Monumenti e luoghi d'interesse

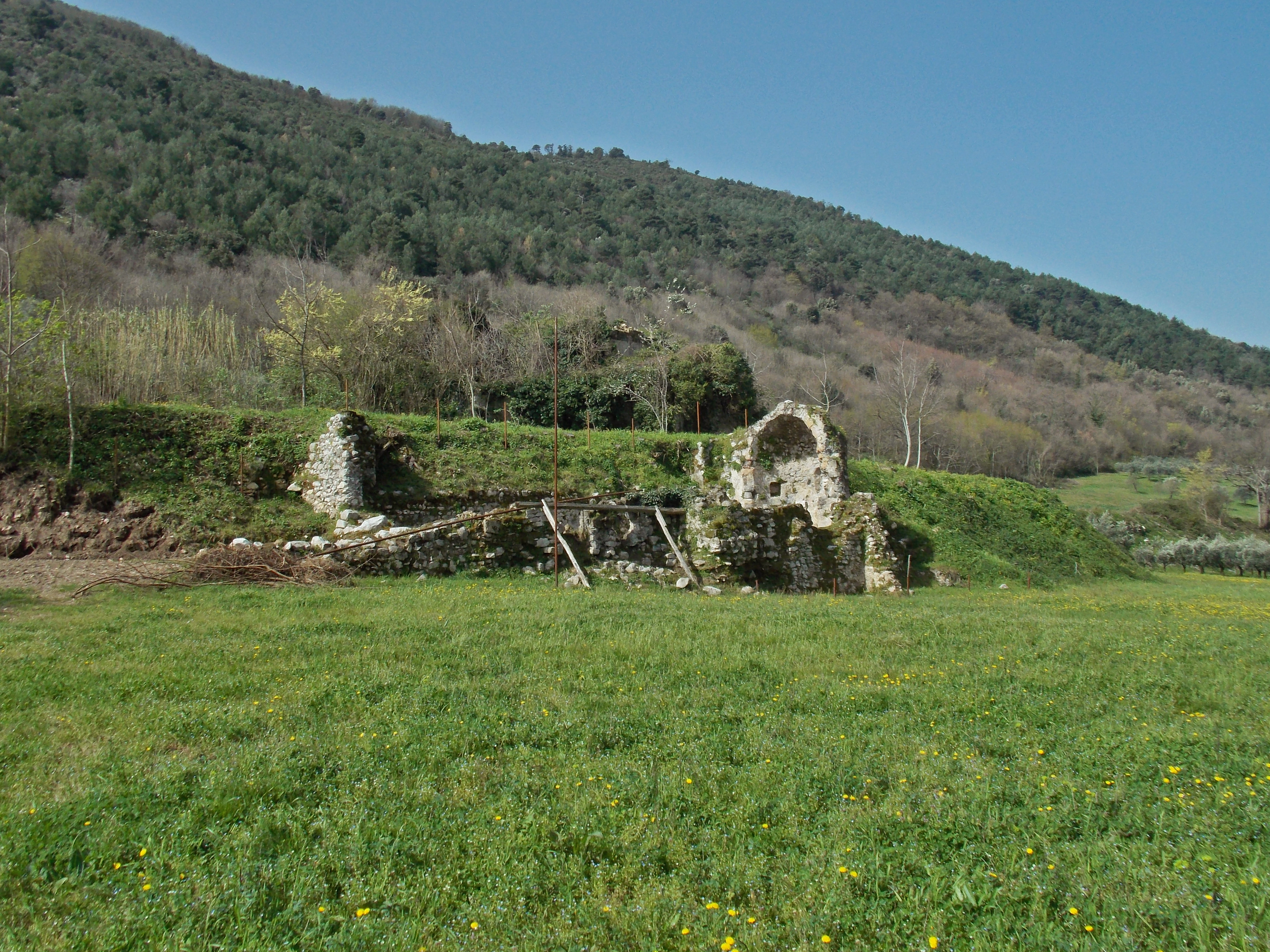
I ruderi della chiesa di San Pietro

L'antica chiesa di San Pietro, del VII secolo, era la chiesa parrocchiale del paese. Aveva un'architettura ad un'unica navata con abside e attraeva fedeli anche da fuori, essendo situata su una delle direttrici per il pellegrinaggio verso il santuario di San Michele Arcangelo. Fu ridotta in ruderi dal terremoto del 1688.
Nel centro storico è sita la chiesa di San Nicola di Bari, rifatta nel XVIII secolo e ampliata nel 1820. Possiede due navate e una pregevole effigie raffigurante il Santo di Bari, patrono di Massa.
La vetta di monte Acero è cinta da circa tre chilometri di mura megalitiche di età osco-sannita (VI secolo a.C.) che costituivano la cosiddetta "Arce di Monte Acero", una fortezza usata dai sanniti per le sue importanti funzioni di avvistamento. Le mura sono costituite da grossi massi di pietra squadrati e disposti a secco. La parte meglio conservata è quella lontano dai sentieri e che corre verso la parte meridionale della montagna.
Sulla vetta di monte Acero agli inizi del Novecento è stato posto un monumento in onore di Gesù Redentore.
Lungo la strada che collega Massa a Faicchio è sito il ponte Fabio Massimo. Il ponte attuale è stato in gran parte edificato nel periodo repubblicano romano. La tradizione vuole che vi sia passato il dittatore romano Quinto Fabio Massimo per arrestare l'avanzata di Annibale durante la seconda guerra punica. Recentemente è stato oggetto di un discusso intervento di restauro.
A poca distanza dall'abitato è ubicata la Carcara, edificio caratteristico che veniva utilizzato per fondere le pietre e ottenere della calce viva.
In località "epitaffio" si trova un Monumento a Ferdinando II delle Due Sicilie in ricordo della visita del Sovrano in queste zone. È piccola tuttavia.